# (1973) Colocolo
(1973) Colocolo (aussi nommé 1968 OA) est un astéroïde de la ceinture principale, découvert le 18 juillet 1968 par Carlos Torres et S. Cofré à la station astronomique du Cerro El Roble, au Chili. 
Il a été nommé en hommage à Colocolo, chef mapuche.